# Estado de excepción

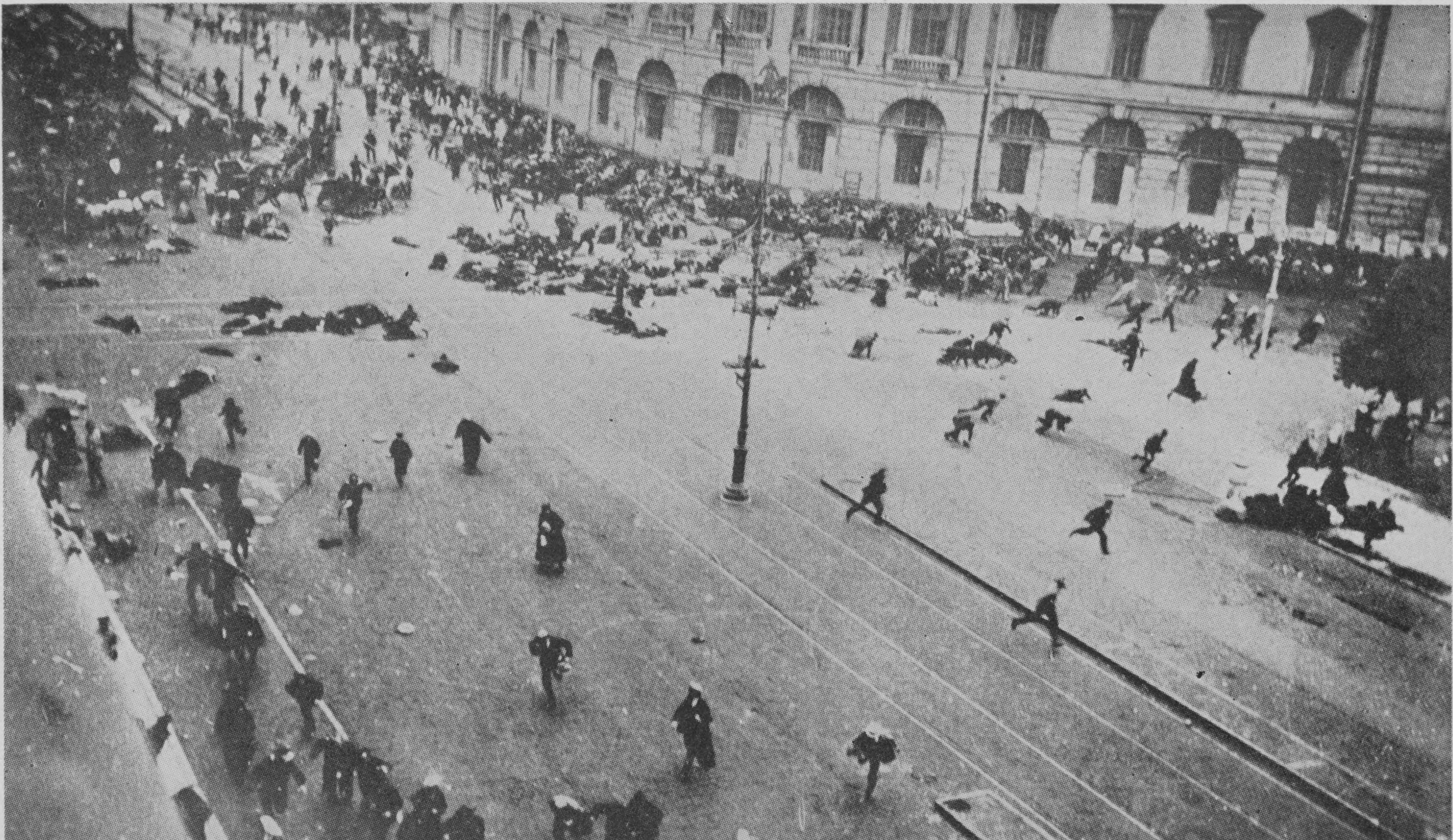
Los estados de excepción son medidas extraordinarias que se toman durante periodos de disturbio o de zozobra a juicio de un soberano.

El estado de excepción, en derecho constitucional, es un régimen de excepción que puede declarar el poder soberano de un país en situaciones especiales.
Este concepto de teoría política fue acuñado por el jurista alemán Carl Schmitt, constituido como la situación extrema del Estado, en la cual el soberano ejerce su facultad de determinar al enemigo público, trascendiendo, si es necesario, el estado de sitio con el fin de proteger el bien público. El filósofo italiano Giorgio Agamben desarrolla en mayor extensión este concepto en su obra homónima, en la que contesta a Schmitt respecto a las implicaciones concretas de su idea.

## Regulación por país

### Bolivia
El estado de excepción está regulado en el Capítulo Tercero del Título IV de la Primera Parte de la Constitución política del Estado Plurinacional de Bolivia.

### Chile

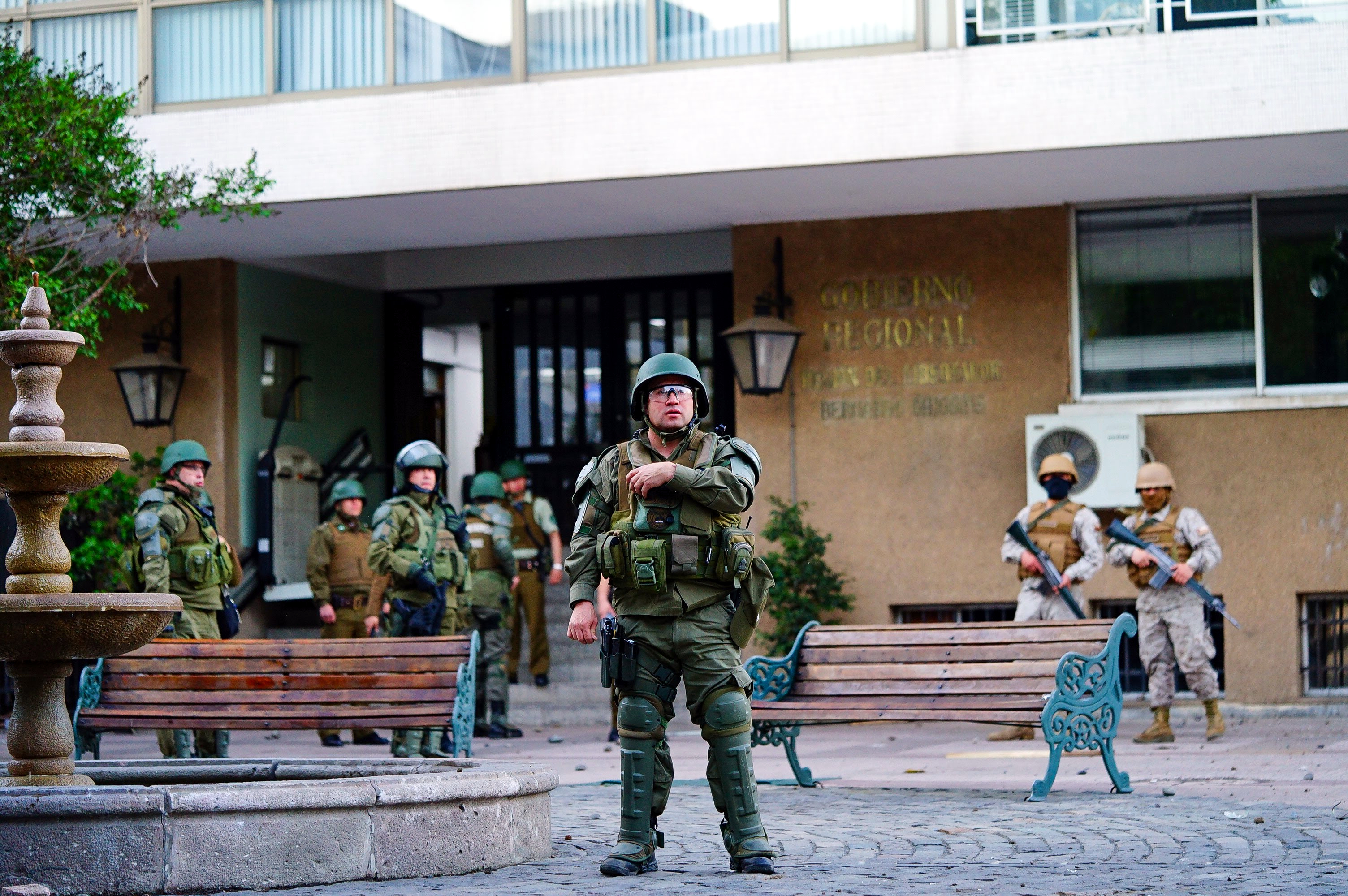
Fuerzas de Carabineros y del Ejército de Chile frente al edificio del Gobierno Regional de O'Higgins, durante el estado de emergencia en el estallido social de 2019.

Los Estados de Excepción están regidos por el siguiente decálogo de principios:
I. Los Estados de Excepción están sometidos a un riguroso numerus clausus: No pueden ser más, ni pueden ser otros que los cuatro que contempla el Art. 40, el que – junto con el Art. 39 – constituyen sus normas de clausura, a saber: el estado de asamblea, el estado de sitio, el estado de emergencia y el estado de catástrofe. En ninguna otra circunstancia puede ser afectado el ejercicio de los derechos y garantías que la Constitución asegura. La ley tampoco puede crear ningún otro estado excepcional restrictivo de tales derechos y garantías.
II. Los Estados de Excepción referidos solo pueden declararse en las situaciones precisas que los hacen viables.
- En situación de guerra externa, el presidente de la República, con acuerdo del Consejo de Seguridad Nacional, podrá declarar todo o parte del territorio nacional en estado de asamblea (Art. 40 N.º 1).
- En situaciones de guerra interna o conmoción interior, el presidente de la República, con acuerdo del Congreso podrá declarar todo o parte del territorio nacional en estado de sitio (Art. 40 N.º 2).
- En situaciones de grave alteración del orden público, daño o peligro para la seguridad nacional el presidente de la República con acuerdo del Consejo de Seguridad Nacional, podrá declarar todo o parte del territorio nacional en estado de emergencia.
- Por último, en situaciones de calamidad pública, el presidente de la República podrá declarar la zona afectada, u otra que lo requiera a consecuencia de ella, en estado de catástrofe (Art. 40 N.º 4).

Por consiguiente, la ocurrencia de una situación de excepción solo habilita pero no obliga al Presidente de la República a declarar los Estados de Excepción correspondientes. Como se ha visto, la forma verbal rectora de todos los Estados de Excepción, es la expresión "podrá". De hecho muchas situaciones de crisis, aun en casos de guerra exterior, muy pocos, han sido superadas sin tener que recurrir a la declaración de un Estado de Excepción.

#### Derechos susceptibles de afectarse en cada Estado de Excepción
En el estado de guerra, el presidente queda facultado para suspender o restringir:
- el ejercicio de la libertad personal;
- el del derecho de reunión;
- el de la libertad de información y de opinión; y
- el de la libertad de trabajo.

En cambio, solo puede restringir:
- acción;
- el del derecho de sindicación;
- imponer censura a la correspondencia y comunicaciones
- disponer requisiciones de bienes ; y
- establecer limitaciones al ejercicio del derecho de propiedad (Art. 41 – N.º 10).

En el estado de sitio, el presidente puede:
- trasladar a las personas de un punto al otro del territorio nacional. Esta medida debe cumplirse en localidades urbanas que reúnan las condiciones que la ley determina;
- puede arrestarlas en sus propias casas o en lugares que no sean cárceles ni en otros que estén destinados a la detención o prisión de reos comunes;
- puede suspender o restringir el ejercicio del derecho de reunión; y
- puede restringir el ejercicio de las libertades de locomoción, de información y de opinión (Art. 41 N.º 2).

En el estado de emergencia, el presidente solo puede
- restringir el ejercicio de la libertad de locomoción;
- restringir el del derecho de reunión (Art. 41, N.º 4).

En el estado de catástrofe el presidente puede
- restringir la circulación de las personas y el transporte de mercaderías;[5]
- restringir las libertades de trabajo, de información, de opinión y de reunión;[5]
- disponer requisiciones de bienes y establecer limitaciones al ejercicio del derecho de propiedad;[5] y
- adoptar todas las medidas extraordinarias de carácter administrativo que estime necesarias (Art. 41 N.º 5).

### Colombia
La Constitución Política, consagra tres Estados de Excepción:
- Estado de Guerra Exterior
- Estado de Conmoción Interior
- Estado de Emergencia[7]

"El propósito del constituyente es el de distinguir los escenarios de la normalidad y de la anormalidad, dejando claro que inclusive este último se sujeta al imperio de la Constitución. La respuesta que el ordenamiento ofrece a la situación de anormalidad es jurídica, aunque su naturaleza, estructura y limitaciones revistan una particularidad que se explica por el fenómeno al cual se remite. Los tres estados de excepción tienen notas comunes que se ponen de relieve en los siguientes principios que, de distinta manera, expresan una misma idea central. Los estados de excepción se definen, por contraste, a partir de la normalidad, y, en términos teleológicos, como dispositivos institucionales para retornar a ella."

#### Estado de Guerra Exterior
El Presidente de la República, con la firma de todos los ministros, podrá declarar el Estado de Guerra Exterior. Mediante tal declaración, el Gobierno tendrá las facultades estrictamente necesarias para repeler la agresión, defender la soberanía, atender los requerimientos de la guerra, y procurar el restablecimiento de la normalidad. La declaración del Estado de Guerra Exterior sólo procederá una vez el Senado haya autorizado la declaratoria de guerra, salvo que a juicio del Presidente fuere necesario repeler la agresión. Mientras subsista el Estado de Guerra, el Congreso se reunirá con la plenitud de sus atribuciones constitucionales y legales, y el Gobierno le informará motivada y periódicamente sobre los decretos que haya dictado y la evolución de los acontecimientos. 
Los decretos legislativos que dicte el Gobierno suspenden las leyes incompatibles con el Estado de Guerra, rigen durante el tiempo que ellos mismos señalen y dejarán de tener vigencia tan pronto se declare restablecida la normalidad. El Congreso podrá, en cualquier época, reformarlos o derogarlos con el voto favorable de los dos tercios de los miembros de una y otra cámara. (Art. 212)

#### Estado de Conmoción Interior
En caso de grave perturbación del orden público que atente de manera inminente contra la estabilidad institucional, la seguridad del Estado, o la convivencia ciudadana, y que no pueda ser conjurada mediante el uso de las atribuciones ordinarias de las autoridades de Policía, el presidente de la República, con la firma de todos los ministros, podrá declarar el Estado de Conmoción Interior, en toda la República o parte de ella, por término no mayor de noventa días, prorrogable hasta por dos períodos iguales, el segundo de los cuales requiere concepto previo y favorable del Senado de la República.
Mediante tal declaración, el Gobierno tendrá las facultades estrictamente necesarias para conjurar las causas de la perturbación e impedir la extensión de sus efectos. Los decretos legislativos que dicte el Gobierno podrán suspender las leyes incompatibles con el Estado de Conmoción y dejarán de regir tan pronto como se declare restablecido el orden público. El Gobierno podrá prorrogar su vigencia hasta por noventa días más. Dentro de los tres días siguientes a la declaratoria o prórroga del Estado de Conmoción, el Congreso se reunirá por derecho propio, con la plenitud de sus atribuciones constitucionales y legales. El Presidente le pasará inmediatamente un informe motivado sobre las razones que determinaron la declaración. En ningún caso los civiles podrán ser investigados o juzgados por la justicia penal militar. (Art. 213)

##### Disposiciones
(Art. 214) Los Estados de Guerra Exterior y Conmoción Interior se someterán a las siguientes disposiciones:
1. Los decretos legislativos llevarán la firma del Presidente de la República y todos sus ministros y solamente podrán referirse a materias que tengan relación directa y específica con la situación que hubiere determinado la declaratoria del Estado de Excepción.
2. No podrán suspenderse los derechos humanos ni las libertades fundamentales. En todo caso se respetarán las reglas del derecho internacional humanitario. Una ley estatutaria regulará las facultades del Gobierno durante los estados de excepción y establecerá los controles judiciales y las garantías para proteger los derechos, de conformidad con los tratados internacionales. Las medidas que se adopten deberán ser proporcionales a la gravedad de los hechos.
3. No se interrumpirá el normal funcionamiento de las ramas del poder público ni de los órganos del Estado.
4. Tan pronto como hayan cesado la guerra exterior o las causas que dieron lugar al Estado de Conmoción Interior, el Gobierno declarará restablecido el orden público y levantará el Estado de Excepción.
5. El Presidente y los ministros serán responsables cuando declaren los estados de excepción sin haber ocurrido los casos de guerra exterior o de conmoción interior, y lo serán también, al igual que los demás funcionarios, por cualquier abuso que hubieren cometido en el ejercicio de las facultades a que se refieren los artículos anteriores.
6. El Gobierno enviará a la Corte Constitucional al día siguiente de su expedición, los decretos legislativos que dicte en uso de las facultades a que se refieren los artículos anteriores, para que aquella decida definitivamente sobre su constitucionalidad. Si el Gobierno no cumpliere con el deber de enviarlos, la Corte Constitucional aprehenderá de oficio y en forma inmediata su conocimiento.

#### Estado de Emergencia
Cuando sobrevengan hechos distintos de los previstos en los artículos 212 y 213 de la constitución que perturben o amenacen perturbar en forma grave e inminente el orden económico, social y ecológico del país, o que constituyan grave calamidad pública, podrá el presidente, con la firma de todos los ministros, declarar el Estado de Emergencia por períodos hasta de treinta días en cada caso, que sumados no podrán exceder de noventa días en el año calendario. Mediante tal declaración, que deberá ser motivada, podrá el presidente, con la firma de todos los ministros, dictar decretos con fuerza de ley, destinados exclusivamente a conjurar la crisis y a impedir la extensión de sus efectos. Estos decretos deberán referirse a materias que tengan relación directa y específica con el Estado de Emergencia, y podrán, en forma transitoria, establecer nuevos tributos o modificar los existentes. 
En estos últimos casos, las medidas dejarán de regir al término de la siguiente vigencia fiscal, salvo que el Congreso, durante el año siguiente, les otorgue carácter permanente. El Gobierno, en el decreto que declare el Estado de Emergencia, señalará el término dentro del cual va a hacer uso de las facultades extraordinarias a que se refiere este artículo, y convocará al Congreso, si éste no se hallare reunido, para los diez días siguientes al vencimiento de dicho término. El Congreso examinará hasta por un lapso de treinta días, prorrogable por acuerdo de las dos cámaras, el informe motivado que le presente el Gobierno sobre las causas que determinaron el Estado de Emergencia y las medidas adoptadas, y se pronunciará expresamente sobre la conveniencia y oportunidad de las mismas. 
El Congreso, durante el año siguiente a la declaratoria de la emergencia, podrá derogar, modificar o adicionar los decretos a que se refiere este artículo, en aquellas materias que ordinariamente son de iniciativa del Gobierno. En relación con aquellas que son de iniciativa de sus miembros, el Congreso podrá ejercer dichas atribuciones en todo tiempo. El Congreso, si no fuere convocado, se reunirá por derecho propio, en las condiciones y para los efectos previstos en este artículo. El Presidente de la República y los ministros serán responsables cuando declaren el Estado de Emergencia sin haberse presentado alguna de las circunstancias previstas en el inciso primero, y lo serán también por cualquier abuso cometido en el ejercicio de las facultades que la Constitución otorga al Gobierno durante la emergencia. El Gobierno no podrá desmejorar los derechos sociales de los trabajadores mediante los decretos contemplados en este artículo. (Art. 215)

#### Controles
Además del control formal – referido a la concurrencia de ciertos requisitos que exige la Constitución: existencia de motivación; firma del Presidente y los Ministros; período de duración -, que por varios lustros fue el único existente, la Corte Constitucional creada por la Constitución de 1991, asumió el control material de los decretos mediante los cuales se declaran los estados de excepción. El control material se ocupa de establecer la existencia real de las circunstancias y hechos en los que se sustenta la respectiva declaratoria del estado de excepción."
Las razones que apoyan el control material son los siguientes:
- En el estado de derecho, no existen poderes omnímodos.
- El control circunscrito a los aspectos formales, carece de relevancia y no amerita que se adscriba al máximo órgano de la jurisdicción constitucional.
- La Constitución atribuye a la Corte el control constitucional de los decretos dictados al amparo de los estados de excepción, sin hacer entre ellos distinción alguna.
- El control integral es el único que asegura la primacía de la Constitución como norma de normas.
- Si se omite el control material, los poderes del presidente, en la materia, serían supraconstitucionales.
- A la Corte corresponde la guarda de la "integridad" y de la "supremacía" de la Constitución.

La Corte realiza un examen constitucional integral de los decretos legislativos dictados por el presidente. Se confronta cada decreto con el universo de las normas constitucionales.
Entre otros aspectos, el examen constitucional se ocupa de verificar, en primer término, la relación de causalidad y conexidad de la medida con la situación específica que hubiere determinado el estado de excepción. Esta relación debe ser "directa y específica". En segundo término, se toma en consideración la "proporcionalidad" de las medidas con referencia a la gravedad de los hechos.
Sin embargo, la justificación principal del control constitucional, está dado por la protección de los derechos frente a la expansión de los poderes presidenciales y al uso que se haga de los mismos.
A este respecto, la ley estatutaria sobre los estados de excepción, con base en los tratados internacionales suscritos por Colombia, distingue, entre los derechos, los que son intangibles – por tanto, inafectables durante los estados de excepción – y los que no lo son y que, por consiguiente, podrían ser restringidos durante los estados de excepción.
El artículo 4° de la citada ley, dispone:
"Artículo 4°
Derechos intangibles. De conformidad con el artículo 27 de la Convención Americana sobre Derechos Humanos, y los demás tratados sobre la materia ratificados por Colombia, durante los estados de excepción serán intangibles; el derecho a la vida y a la integridad personal; el derecho a no ser sometido a desaparición forzada, a torturas, ni a tratos o penas crueles, inhumanos o degradantes; el derecho al reconocimiento de la personalidad jurídica; la prohibición de la esclavitud, la servidumbre y la trata de seres humanos; la prohibición de las penas de destierro, la prisión perpetua y confiscación, la libertad de conciencia; la libertad de religión; el principio de legalidad, de favorabilidad y de irretroactividad de la ley penal; el derecho a elegir y ser elegido; el derecho a contraer matrimonio y a la protección de la familia; los derechos del niño, a la protección por parte de su familia; de la sociedad y del Estado; el derecho a no ser condenado a prisión por deudas civiles; el derecho al Habeas corpus y el derecho de los colombianos por nacimiento a no ser extraditados.
Tampoco podrán ser suspendidas las garantías judiciales indispensables para la protección de tales derechos.
De conformidad con el literal b) del artículo 29 de la Convención Americana sobre Derechos Humanos, ninguna disposición de la Convención, puede ser interpretada en el sentido de limitar el goce y ejercicio de cualquier derecho o libertad que pueda estar reconocido de acuerdo con las leyes de cualquiera de los Estados partes o de acuerdo con otra Convención en que sea parte uno de estos Estados.
- Parágrafo 1. Garantía de la libre y pacífica actividad política. Los derechos a constituir partidos, movimientos y agrupaciones políticas, a formar parte de ellas, a participar en sus actividades legítimas y a hacer oposición, podrán ser ejercidos libremente dentro del respeto de la Constitución Política y sin recurrir a ninguna forma de violencia.
- Parágrafo 2. Para asegurar la efectividad del derecho a la paz, en ejercicio de las facultades derivadas del estado de Conmoción Interior, se podrá expedir medidas exceptivas encaminadas a facilitar la reincorporación de delincuentes políticos a la vida civil y para remover obstáculos de índole administrativa, presupuestal o jurídica. En desarrollo de estas facultades el Gobierno podrá conceder, por graves motivos de conveniencia pública, amnistías o indultos por delitos políticos y conexos".

Por su parte, la mencionada ley prohíbe la suspensión de derechos y determina el alcance de las limitaciones que pueden imponerse a los derechos "no intangibles".
- "Artículo 5. Prohibición de suspender derechos. Las limitaciones a los derechos no podrán ser tan gravosas que impliquen la negación de la dignidad humana, de la intimidad, de la libertad de asociación, del derecho al trabajo, del derecho a la educación, de la libertad de expresión y de los demás derechos humanos y libertades fundamentales que no pueden ser suspendidos en ningún estado de excepción.
- Tampoco podrán ser suspendidas las garantías judiciales indispensables para la protección de tales derechos. De todas formas se garantizarán los derechos consagrados en el artículo 29 de la Constitución Política".
- "Artículo 6. Ausencia de regulación. En caso que sea necesario limitar el ejercicio de algún derecho no intangible, no tratado en la ley, no se podrá afectar su núcleo esencial y se deberán establecer garantías y controles para su ejercicio".

### Ecuador
Según la Ley de Seguridad Pública y del Estado ecuatoriana, en el título VI “De los Estados de Excepción”, Capítulo I De la definición y declaratoria de los estados de excepción; define, declara, decreta y notifica textualmente en los siguientes artículos:
- Art. 28. - De la definición. - Los estados de excepción son la respuesta a graves amenazas de origen natural o antrópico que afectan a la seguridad pública y del Estado. El estado de excepción es un régimen de legalidad y por lo tanto no se podrán cometer arbitrariedades a pretexto de su declaración.
- Art. 29. - De la declaratoria. - La facultad de declarar el estado de excepción corresponde al Presidente de la República y es indelegable.
 El Decreto Ejecutivo motivado declarando el estado de excepción cumplirá con los principios de necesidad, proporcionalidad, legalidad, temporalidad, territorialidad y razonabilidad establecidos en la Constitución. El Decreto será dictado en caso de estricta necesidad, es decir, si el orden institucional no es capaz de responder a las amenazas de seguridad de las personas y del Estado.
 El Decreto expresará la causa, motivación, ámbito territorial, duración y medidas.
 Deberá contener en forma clara y precisa las funciones y actividades que realizarán las instituciones públicas y privadas involucradas.
 La declaración del estado de excepción no interrumpirá el normal funcionamiento de las funciones del Estado.
- Art. 30. - De los requisitos para decretar el estado de excepción. - El proceso formal para decretar el estado de excepción será el contemplado en la Constitución de la República, la Ley y los instrumentos internacionales de protección de derechos humanos.
 Las medidas de excepción deberán estar directa y específicamente encaminadas a conjurar las causas que generan el hecho objetivo y a impedir la extensión de sus efectos.
 Toda medida que se decrete durante el estado de excepción debe ser proporcional a la situación que se quiere afrontar, en función de la gravedad de los hechos objetivos, naturaleza y ámbito de aplicación.
 No se podrán dictar medidas que atenten contra obligaciones internacionales asumidas por el Ecuador en tratados internacionales y de derechos humanos.
 El ámbito de aplicación del decreto de estado de excepción debe limitarse al espacio geográfico donde dichas medidas sean necesarias.
 La duración del estado de excepción debe ser limitada a las exigencias de la situación que se quiera afrontar, se evitará su prolongación indebida y tendrá vigencia hasta un plazo máximo de sesenta (60) días, pudiendo renovarse hasta por treinta (30) días adicionales como máximo.
- Art. 31. - De la notificación a organismos nacionales e internacionales. - De conformidad con la Constitución de la República del Ecuador, la declaratoria de estado de excepción y su renovación, en caso de haberla, deberán ser notificadas a la Asamblea Nacional y a la Corte Constitucional; y, en el ámbito internacional a la Organización de las Naciones Unidas -ONU- y la Organización de Estados Americanos - OEA, en caso de suspensión o limitación de derechos y garantías constitucionales.
 La notificación deberá ser realizada dentro de las 48 horas a partir de su firma, explicando los fundamentos y causas que condujeron a su declaratoria o su renovación, y, las medidas dispuestas.
 Si el presidente o Presidenta no notificare la declaratoria del estado de excepción o su renovación, de ser el caso, este se entenderá caducado.
 Cuando termine el estado de excepción por haber desaparecido las causas que lo motivaron o por terminación del plazo de su declaratoria, el presidente o la Presidenta de la República deberá notificarla dentro del plazo de cuarenta y ocho (48) horas adjuntando el informe respectivo.
 Si las circunstancias lo justifican, la Asamblea Nacional podrá revocar el decreto en cualquier tiempo, sin perjuicio del pronunciamiento que sobre su constitucionalidad pueda realizar la Corte Constitucional.[8]

### España
En el artículo 13 de la Ley Orgánica 4/1981 (ley que regula también los estados de alarma y sitio) se desarrolla, de acuerdo con el artículo 116 de la Constitución, la regulación del estado de excepción en España.
El Gobierno podrá solicitar del Congreso de los Diputados autorización para declarar el estado de excepción cuando el libre ejercicio de los derechos y libertades de los ciudadanos, el normal funcionamiento de las instituciones democráticas, el de los servicios públicos esenciales para la comunidad, o cualquier otro aspecto del orden público, resulten tan gravemente alterados que el ejercicio de las potestades ordinarias fuera insuficiente para restablecerlo y mantenerlo.
El estado de excepción permitirá a la autoridad gubernativa —con limitaciones— ejercer las siguientes medidas:
- detener a cualquier persona si lo considera necesario para la conservación del orden, siempre que, cuando menos, existan fundadas sospechas de que dicha persona vaya a provocar alteraciones del orden público
- disponer inspecciones, registros domiciliarios si lo considera necesario para el esclarecimiento de los hechos presuntamente delictivos o para el mantenimiento del orden público
- intervenir toda clase de comunicaciones, incluidas las postales, telegráficas y telefónicas. Dicha intervención solo podrá ser realizada si ello resulta necesario para el esclarecimiento de los hechos presuntamente delictivos o el mantenimiento del orden público
- intervenir y controlar toda clase de transportes, y la carga de los mismos
- prohibir la circulación de personas y vehículos en las horas y lugares que se determine, y exigir a quienes se desplacen de un lugar a otro que acrediten su identidad, señalándoles el itinerario a seguir
- suspender todo tipo de publicaciones, emisiones de radio y televisión, proyecciones cinematográficas y representaciones teatrales. Igualmente podrá ordenar el secuestro de publicaciones
- someter a autorización previa o prohibir la celebración de reuniones y manifestaciones
- prohibir las huelgas y la adopción de medidas de conflicto colectivo, cuando la autorización del Congreso comprenda la suspensión de los artículos 28.2) y 37.2) de la Constitución
- proceder a la incautación de toda clase de armas, municiones o sustancias explosivas
- ordenar la intervención de industrias o comercios que puedan motivar la alteración del orden público o coadyuvar a ella, y la suspensión temporal de las actividades de los mismos, dando cuenta a los ministerios interesados. Podrá, asimismo, ordenar el cierre provisional de salas de espectáculos, establecimientos de bebidas y locales de similares características
- ordenar las medidas necesarias de vigilancia y protección de edificaciones, instalaciones, obras, servicios públicos e industrias o explotaciones de cualquier género
- suspender del ejercicio de su cargo a funcionarios o personal al servicio de una Administración pública o entidad o instituto de carácter público u oficial que favoreciese con su conducta la actuación de los elementos perturbadores del orden.

Si durante el estado de excepción el juez estimase la existencia de hechos contrarios al orden público o a la seguridad ciudadana que puedan ser constitutivos de delito, oído el Ministerio Fiscal, decretará la prisión provisional del presunto responsable.
El Gobierno podrá adoptar, además de las medidas propias del estado de excepción, las previstas para el estado de alarma.

#### Aplicación
Desde la aprobación de la Constitución Española de 1978, ni el estado de excepción ni el de sitio se han decretado nunca en España.
El último decreto explícito de un estado de excepción data del 25 de abril de 1975, bajo el régimen franquista, en Guipúzcoa y Vizcaya.
El 28 de enero de 1977, durante la Transición, Adolfo Suárez suspendió parcialmente la aplicación de los artículos 15 y 18 del Fuero de los Españoles durante 2 meses, aunque según indica el propio texto se trataba de medidas "excepcionales" para combatir el terrorismo pero que "no [era] necesario ni conveniente acudir a la proclamación de un estado de excepción".

### República Dominicana
La actual constitución de la República Dominicana (2015) contempla 3 estados de excepción. Según la misma constitución:
«Se consideran estados de excepción aquellas situaciones extraordinarias que afecten gravemente la seguridad de la nación, de las instituciones y de las personas frente a las cuales resultan insuficientes las facultades ordinarias. El presidente de la república, con la autorización del Congreso Nacional, podrá declarar los estados de excepción en sus tres modalidades: estado de defensa, estado de conmoción interior y estado de emergencia».

#### Estado de defensa
En caso de que la soberanía nacional o la integridad territorial se vean en peligro grave e inminente por agresiones armadas externas, el poder ejecutivo, sin perjuicio de las facultades inherentes a su cargo, podrá solicitar al Congreso Nacional la declaratoria del estado de defensa. En este estado no podrán suspenderse:
1. El derecho a la vida
2. El derecho a la integridad personal

1. La libertad de conciencia y de cultos
2. La protección a la familia
3. El derecho al nombre.
4. Los derechos del niño.
5. El derecho a la nacionalidad
6. Los derechos de ciudadanía.
7. La prohibición de esclavitud y servidumbre.
8. El principio de legalidad y de irretroactividad.
9. El derecho al reconocimiento de la personalidad jurídica.
10. Las garantías judiciales, procesales e institucionales indispensables para la protección de estos derechos.

#### Estado de conmoción interior
El estado de conmoción interior podrá declararse en todo o parte del territorio nacional, en caso de grave perturbación del orden público que atente de manera inminente contra la estabilidad institucional, la seguridad del Estado o la convivencia ciudadana, y que no pueda ser conjurada mediante el uso de las atribuciones ordinarias de las autoridades.

#### Estado de emergencia
El estado de emergencia podrá declararse cuando ocurran hechos distintos a los previstos en los artículos 263 y 264 que perturben o amenacen perturbar en forma grave e inminente el orden económico, social, medioambiental del país, o que constituyan calamidad pública.

### Venezuela
En Venezuela al estado de excepción está regulado en al artículo 337 de la Constitución política. 
El presidente o presidenta de la república, en Consejo de Ministros, podrá decretar los estados de excepción. Se califican expresamente como tales las circunstancias de orden social, económico, político, natural o ecológico, que afecten gravemente la seguridad de la Nación, de las instituciones y de los ciudadanos y ciudadanas, a cuyo respecto resultan insuficientes las facultades de las cuales se disponen para hacer frente a tales hechos. En tal caso, podrán ser restringidas temporalmente las garantías consagradas en esta Constitución, salvo las referidas a los derechos a la vida, prohibición de incomunicación o tortura, el derecho al debido proceso, el derecho a la información y los demás derechos humanos intangibles.